# Numan Menemencioğlu

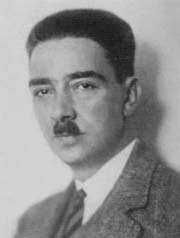
Numan Menemencioğlu

Numan Menemencioğlu (* 1891 in Bagdad, Osmanisches Reich; † 15. Februar 1958 in Ankara, Republik Türkei) war ein türkischer Diplomat, Politiker und Außenminister der Republik Türkei.

## Familie
Numan Menemencioğlu war der Sohn des osmanischen Finanzministers Menemenlizâde Rıfat Bey. Seine Mutter Feride Hanım war die Tochter Namık Kemals. Seine Familie stammt aus der Stadt Karaisalı in der Çukurova-Region und stieg während der Zeit des Mısırlı İbrahim Pascha in die osmanische Verwaltungsebene auf. Die Familie war damals als Melemencioğlu bekannt. Mit dem späteren Aufstieg der Familie wurde sie unter dem Namen Menemenlizâde bekannt.

## Ausbildung
Menemencioğlu absolvierte die Grundschule in Selânik und die Mittelschule in İstanbul. Danach besuchte er das französische Gymnasium und im Anschluss die Fakultät für Rechtswissenschaft an der Universität Lausanne. Während seiner Ausbildung lernte er Arabisch, Persisch, Französisch und Deutsch.

## Diplomatische Karriere

### Osmanisches Reich
1914 wurde er III. Sekretär in der Botschaft des Osmanischen Reichs in Wien und später II. Sekretär. Ab dem 1. März 1916 war er Zeitbeamter in der Botschaft in Bern. Am 2. Januar 1920 wurde er zum Angestellten der Botschaft in Bern befördert. Nach der Besatzung İstanbuls durch die Siegermächte des Ersten Weltkriegs wurde er, so wie alle Beamten des Außenministeriums, seines Amtes enthoben.

### Republik Türkei
Am 20. Januar 1923 wurde Menemencioğlu zum II. Sekretär der Botschaft in Bern ernannt. Am 16. Juni 1923 wurde er zum I. Sekretär der Vertretung in Bukarest befördert und am 1. November 1926 zum Geschäftsträger der Botschaft in Bukarest ernannt. Am 14. Juni 1927 bekam er den Posten des Generalkonsuls der Botschaft in Beirut. Am 1. Juni 1928 wurde er zum Generaldirektor der I. Direktion im Außenministerium ernannt und am 1. Juni 1929 wurde er im Range eines Botschafters der I. Klasse in das Staatssekretariat des Außenministeriums beordert. Am 11. Juni 1933 wurde Menemencioğlu im Range eines Botschafters zum Generalsekretär des Außenministeriums ernannt.
Bei den Zwischenwahlen vom 5. April 1937 wurde er zum Abgeordneten der Provinz Gaziantep in die Große Nationalversammlung der Türkei gewählt. Er blieb bis zum 1. Dezember 1937 Abgeordneter und politischer Staatssekretär des Außenministeriums. Nachdem die politischen Staatssekretariate aufgehoben worden war Menemencioğlu vom 2. Dezember 1937 bis zum 9. August 1942 erneut Generalsekretär des Außenministeriums. Zwischen dem 10. August 1942 und dem 15. Juni 1944 war Menemencioğlu in der Saracoğlu-Regierung Außenminister. Während seiner Amtszeit wurde das Deutsche Reich unter besonderer Beobachtung gehalten, um einem möglichen Angriff auf die Türkei vorzubeugen und diesen gegebenenfalls abzuwehren.
Im Jahr 1942 flog der Chirurg Ferdinand Sauerbruch, beauftragt von Hitler, in die Türkei, um den Außenminister, den er bereits früher einmal operiert hatte, zu behandeln. Gemäß Sauerbruchs Biografie erfolgten hierzu in Ankara zwei Operationen.
Am 30. November 1944 wurde Menemencioğlu zum Botschafter in Paris ernannt. Am 13. Juni 1949 wurde er zum Botschafter in Lissabon ernannt. Im November 1956 wurde er pensioniert. Bei den Parlamentswahlen von 1957 wurde er zum Abgeordneten der Provinz İstanbul gewählt. Er starb am 15. Februar 1958.